# Byron Janis
Byron Janis, eigentlich Yankilevitch oder Jankelewitsch (* 24. März 1928 in McKeesport, Pennsylvania; † 14. März 2024 in New York City, New York), war ein US-amerikanischer Pianist und Komponist.

## Leben und Wirken
Janis stammte aus einer polnisch-russisch-jüdischen Familie, die in die USA emigriert war. Im Alter von vier bis sieben Jahren erhielt er bei Abraham Litow, Absolvent des Moskauer Konservatoriums, ersten Klavierunterricht. Anschließend studierte er ein Jahr lang bei Josef und Rosina Lhévinne an der New Yorker Juilliard School, danach bei Dorothea Anderson La Follette und bei Adele Marcus. Als Solist debütierte er 1943 mit Rachmaninows 2. Klavierkonzert, begleitet vom NBC Symphony Orchestra. Anlässlich eines Konzertes, das Janis 1944 gemeinsam mit dem Pittsburgh Symphony Orchestra unter der Leitung des erst 14-jährigen Lorin Maazel gab, wurde Vladimir Horowitz auf ihn aufmerksam und unterrichtete ihn daraufhin von 1944 bis 1947/48. Janis galt neben Ronald Turini, Nico Kaufmann und Gary Graffman als einer der wenigen „echten“ Schüler, die von Horowitz kontinuierlich unterrichtet wurden. Er begleitete Horowitz auf Konzertreisen und absolvierte in diesem Rahmen selbst etwa 50 Konzerte.
Er beendete sein Studium bei Horowitz und debütierte 1948 in der Carnegie Hall. Es folgte eine Tournee durch Südamerika und 1952 eine Tournee nach Europa, wo er mit renommierten Orchestern zusammenarbeitete, zum Beispiel dem London Symphony Orchestra und dem Concertgebouw-Orchester, unter der Leitung von Dirigenten wie Eduard van Beinum, Antal Doráti und Jascha Horenstein.
Zu einem spektakulären, auch politisch gedeuteten, Erfolg wurden Janis’ Konzertreisen in die damalige Sowjetunion in den Jahren 1960 und 1962. Janis war bekannt für seine nahezu makellose Technik und sein breites Repertoire, die es ihm beispielsweise ermöglichten, bei einem einzigen Moskauer Konzert drei der schwierigsten Konzerte darzubieten: Rachmaninows 1. Klavierkonzert sowie das 3. Klavierkonzert von Prokofjew sowie Schumanns Klavierkonzert a-moll.
Im Jahr 1967 entdeckte er in Frankreich Handschriften mit zwei unbekannten Walzern von Frédéric Chopin. Ende der 1960er Jahre unterbrach er seine Laufbahn aus gesundheitlichen Gründen; ab 1972 konzertierte er wieder, trat aber seltener auf. Seit 1973 litt er zunehmend unter einer Psoriasisarthritis an Händen und Handgelenken. Erst 1985 gab er seine Erkrankung im Anschluss an ein Konzert im Weißen Haus öffentlich bekannt. Dennoch trat er weiterhin auf und machte verschiedene Tonaufnahmen. Für seine Einspielungen erhielt er zahlreiche Preise und Auszeichnungen.
Janis widmete sich fortan verstärkt dem Komponieren. Seit 1962 gab er auch Unterricht und lehrte ab 1987 an der Manhattan School of Music. Außerdem engagierte er sich für die Förderung junger Künstler und gab Benefizkonzerte.

## Privates
Janis war 1954 bis 1965 mit June Dickson Wright – der Schwester von Clarissa Dickson Wright – verheiratet, der gemeinsame Sohn wurde 1955 geboren. 1966 heiratete er in zweiter Ehe Maria Cooper, die Tochter von Gary Cooper und Veronica Balfe.
Janis starb im März 2024 im Alter von 95 Jahren.

## Auszeichnungen (Auswahl)
- Kommandeur der Ehrenlegion[1]
- Komtur des Ordre des Arts et des Lettres[1]

## Diskografie (Auswahl)
- Byron Janis: The Complete RCA Album Collection, 11 CD und 1 DVD, RCA 88725484402 (Sony)[7]